# 黒羽茂
黒羽 茂（くろばね しげる、1908年6月3日 - 2000年2月27日）は、日本の歴史学者。

## 略歴
茨城県水戸市出身。東京帝国大学文学部卒、1962年「日英同盟史論」で文学博士。東北大学助教授、教授、1972年定年退官、名誉教授、東北福祉大学教授を務めた。近代における日本の対外関係を専門とした。

## 著書
- 『基礎歴史学』創生社,1943
- 『世界史上より見たる日露戦争』 (日本歴史新書)至文堂 1960
- 『日英同盟の研究』東北教育図書 1968
- 『太平洋をめぐる日米抗争史』南窓社 1968
- 『歴史学の世界』南窓社 1969
- 『西洋史学思想史』吉川弘文館 1970
- 『新西洋史学史』吉川弘文館 1972
- 『日米外交の系譜 太平洋戦争への抗争史的展開』協同出版 1974
- 『日露戦争と明石工作』南窓社 1976
- 『諜報と歴史』南窓社 1977
- 『環境と歴史』南窓社 1977
- 『世界史の構造』南窓社 1978
- 『環境と福祉』南窓社 1980
- 『歴史学史の構想』南窓社 1981
- 『日露戦争史論 戦争外交の研究』杉山書店 1982
- 『日ソ抗争の軌跡』南窓社 1983
- 『日英同盟の軌跡 帝国外交の骨髄』文化書房博文社 1987
- 『日露戦争はいかにして戦われたか』文化書房博文社 1988
- 『日ソ諜報戦の軌跡 明石工作とゾルゲ工作』日本出版放送企画 1991

## 論文
- <黒羽茂